# أوركسترا مونتريال السيمفونية
أوركسترا مونتريال السيمفونية (بالفرنسية: Orchestre symphonique de Montréal أو OSM) هي أوركسترا سيمفونية كندية تتخذ من مدينة مونتريال في مقاطعة كيبيك مقرًا لها. ويقع مقر الأوركسترا في دار السيمفونية بمجمع Place des Arts.

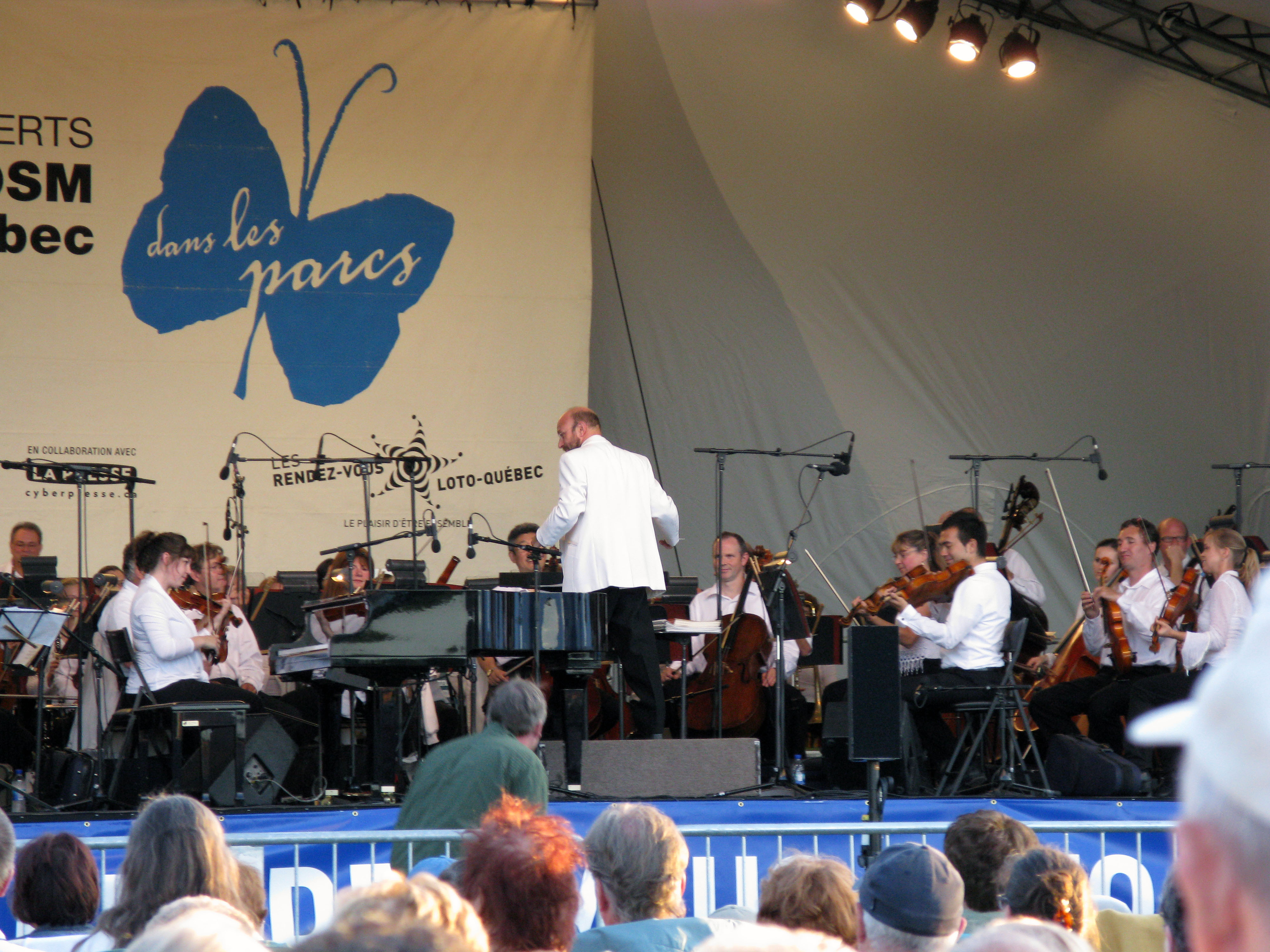
حفل موسيقي خارجي لأوركسترا مونتريال السيمفونية بقيادة المايسترو جان-فرانسوا ريفيه في حي بييرفون-روكسوبورو خلال شهر أغسطس عام 2008.